# Giải Hóa học của Viện hàn lâm Khoa học quốc gia Hoa Kỳ
Giải Hóa học của Viện Hàn lâm Khoa học quốc gia Hoa Kỳ là một giải thưởng của Viện hàn lâm Khoa học quốc gia Hoa Kỳ trao hàng năm cho công trình nghiên cứu đổi mới trong ngành hoá học theo nghĩa rộng nhất, đóng góp vào sự hiểu biết khoa học tự nhiên tốt hơn vào lợi ích của nhân loại.

## Các người đoạt giải
- Linus Pauling (1979)
- Frank H. Westheimer (1980)
- Bruno H. Zimm (1981)
- Gilbert Stork (1982)
- Henry Taube (1983)
- Richard B. Bernstein (1985)
- Roald Hoffmann (1986)
- Herbert C. Brown (1987)
- Harden M. McConnell (1988)
- Ronald Breslow (1989)
- F. Albert Cotton (1990)
- Richard N. Zare (1991)
- Donald J. Cram (1992)
- Richard H. Holm (1993)
- Koji Nakanishi (1994)
- Isabella L. Karle (1995)
- Ahmed H. Zewail (1996)
- M. Frederick Hawthorne (1997)
- Allen J. Bard (1998)
- John D. Roberts (1999)
- K. Barry Sharpless (2000)
- John I. Brauman (2001)
- Elias J. Corey (2002)
- Harry B. Gray (2003)
- Robert G. Parr (2004)
- Thomas C. Bruice (2005)
- Samuel J. Danishefsky (2006)
- Robert G. Bergman (2007)
- JoAnne Stubbe (2008)
- Joanna S. Fowler (2009)
- Louis E. Brus (2010)
- Stephen J. Benkovic (2011)
- Tobin J. Marks (2012)
- Gabor A. Somorjai, (2013)
- Marvin H. Caruthers, (2014)
- W. Carl Lineberger, (2015)